# LacusCurtius
LacusCurtius è un sito web di risorse e materiali online, incentrato principalmente sull'antica Roma.
Il sito, ideato e mantenuto da Bill Thayer, è attualmente ospitato su un server dell'Università di Chicago.
La prima pubblicazione online risale al 26 agosto, 1997; in aprile 2011 il materiale offerto dal sito ammonta a "3195 pagine web, 751 fotografie, 718 tra disegni e incisioni, 119 piantine e 74 mappe".

## Risorse

### Antichità
Tra le principali risorse vi sono:
- una serie di testi latini, in genere in lingua originale accompagnata dalla traduzione inglese
- testi greci in traduzione inglese
- lo Smith's Dictionary of Greek and Roman Antiquities
- il Platner's Topographical Dictionary of Ancient Rome
- History of the Later Roman Empire di J. B. Bury
- varie opere secondarie, principalmente su Roma e la Britannia romana
- un repertorio fotografico di vestigia romane dell'Italia centrale

### Taccuino dell'Umbria
Annesso al sito, pur non trattando per la maggior parte di antichità classica, vi è il Taccuino dell'Umbria, che nel gennaio 2008 contava oltre 500 pagine e più di 1200 foto: comuni – ma anche frazioni – e chiese della regione.

### Immagini e testi di pubblico dominio
Sia le immagini che i testi pubblicati nelle pagine del sito sono corredati di un'annotazione che indica lo status del relativo copyright.
L'annotazione è realizzata con un metodo particolare, che prevede l'inserimento di uno o due asterischi direttamente all'interno dell'url che conduce all'immagine:
- 1 asterisco * inserito nell'indirizzo indica che l'immagine o il testo sono nel pubblico dominio
- 2 asterischi ** indicano invece che l'immagine o il testo è in regime di copyright e la sua pubblicazione sul sito avviene con il consenso dei titolari dei relativi diritti. L'eventuale riproduzione da parte di terzi potrà avvenire solo dietro ottenimento del consenso da parte del detentore del copyright che, ovviamente, non è il curatore del sito. In questo caso i relativi crediti sono inseriti nella pagina o, per non appesantire, sono accessibili cliccando sull'immagine.
- In mancanza di asterischi nell'url, il relativo materiale (sia esso un'immagine o un testo) è da intendersi assoggettato al copyright del curatore del sito. La riproduzione e l'utilizzabilità di questi materiali, o di altri non inseriti sul web, è quindi subordinata all'ottenimento dell'assenso del titolare del sito, detentore dei diritti.

## Nome
Il nome è ispirato al Lacus Curtius del Foro romano ma la forma corretta del nome è da intendersi "LacusCurtius", in una parola singola, senza spazi, in stile CamelCase: è il frutto di una scelta intenzionale, per evitare di ingombrare le ricerche in rete sul Lacus Curtius eponimo.